# NGC 142
NGC 142 је спирална галаксија у сазвежђу Кит која се налази на NGC листи објеката дубоког неба.
Деклинација објекта је - 22° 37' 10" а ректасцензија 0h 31m 7,9s. Привидна величина (магнитуда) објекта NGC 142 износи 13,8 а фотографска магнитуда 14,6. NGC 142 је још познат и под ознакама ESO 473-21, MCG -4-2-14, AM 0028-225, IRAS 00286-2253, PGC 1901.